# Conky
Conky è un monitor di sistema per distribuzioni GNU/Linux che utilizzano l'X Window System, disponibile per Linux e FreeBSD.
È software libero distribuito con licenza BSD, fork di torsmo.

## Caratteristiche
È estremamente configurabile, anche se la configurazione può risultare abbastanza complessa, dato che si fa utilizzo esclusivamente di files di testo.
Conky è in grado di monitorare diverse variabili di sistema, tra cui la CPU, la memoria, lo swap, lo spazio disco, la temperature, l'output di top, il traffico in upload, in download, i messaggi di sistema e molto altro.

## Configurazione
Le impostazioni di configurazione del programma sono contenute nel file /etc/conky/conky.conf.
La configurazione per ogni singolo utente è pero contenuta in un file nascosto, .conkyrc, contenuto della home directory dell'utente. Tramite tutta una serie di parametri, è possibile configurarne la posizione e la frequenza di aggiornamento sullo schermo, la presenza di bordi, le informazioni da visualizzare, ecc.

## Esempio di configurazione del file .conkyrc
Ciò che segue è un esempio di configurazione del file .conkyrc. È possibile copiare e incollare l'intero codice all'interno dello stesso per visualizzare la modalità operativa.
```
background
 
yes
use_xft
 
yes
xftfont
 
123
:size
=
8

xftalpha
 
0
.1
update_interval
 
0
.5
total_run_times
 
0

own_window
 
yes
own_window_type
 
normal
own_window_transparent
 
yes
own_window_hints
 
undecorated,below,sticky,skip_taskbar,skip_pager
double_buffer
 
yes
minimum_size
 
250
 
5

maximum_width
 
400

draw_shades
 
no
draw_outline
 
no
draw_borders
 
no
draw_graph_borders
 
no
default_color
 
gray
default_shade_color
 
red
default_outline_color
 
green
alignment
 
top_right
gap_x
 
10

gap_y
 
10

no_buffers
 
no
uppercase
 
no
cpu_avg_samples
 
2

net_avg_samples
 
1

override_utf8_locale
 
yes
use_spacer
 
yes
text_buffer_size
 
256

TEXT

${
font
 Arial:
size
=20
}${
color
 white
}
TUX
${
color
 red
}
BOX

${
voffset
 -90
}

${
color
 DimGray
}

${
font
}

${
font
 Arial:
bold
:
size
=10
}${
color
 Tan1
}
SYSTEM
 
${
color
 DarkSlateGray
}
 
${
hr
 2
}

$font
${
color
 DimGray
}
$sysname
 
$kernel
 
$alignr
 
$machine

Intel
 
Pentium
 
D
 
$alignr
${
freq_g
 cpu0
}
Ghz
Uptime
 
$alignr
${
uptime
}

File
 
System
 
$alignr
${
fs_type
}

${
font
 Arial:
bold
:
size
=10
}${
color
 Tan1
}
PROCESSORS
 
${
color
 DarkSlateGray
}${
hr
 2
}

$font
${
color
 DimGray
}
CPU1
 
${
cpu
 cpu1
}
%
 
${
cpubar
 cpu1
}

CPU2
 
${
cpu
 cpu2
}
%
 
${
cpubar
 cpu2
}

${
font
 Arial:
bold
:
size
=10
}${
color
 Tan1
}
MEMORY
 
${
color
 DarkSlateGray
}${
hr
 2
}

$font
${
color
 DimGray
}
MEM
 
$alignc
 
$mem
 
/
 
$memmax
 
$alignr
 
$memperc
%

$membar

${
font
 Arial:
bold
:
size
=10
}${
color
 Tan1
}
HDD
 
${
color
 DarkSlateGray
}${
hr
 2
}

$font
${
color
 DimGray
}
/home
 
$alignc
 
${
fs_used
 /home
}
 
/
 
${
fs_size
 /home
}
 
$alignr
 
${
fs_free_perc
 /home
}
%

${
fs_bar
 /home
}

/disk
 
$alignc
 
${
fs_used
 /media/disk
}
 
/
 
${
fs_size
 /media/disk
}
 
$alignr
 
${
fs_free_perc
 /media/disk
}
%

${
fs_bar
 /media/disk
}

/disk-1
 
$alignc
 
${
fs_used
 /media/disk-1
}
 
/
 
${
fs_size
 /media/disk-1
}
 
$alignr
 
${
fs_free_perc
 /media/disk-1
}
%

${
fs_bar
 /media/disk-1
}

${
font
 Arial:
bold
:
size
=10
}${
color
 Tan1
}
TOP
 
PROCESSES
 
${
color
 DarkSlateGray
}${
hr
 2
}

${
color
 DimGray
}
$font
${
top_mem
 name 2
}${
alignr
}${
top
 mem 2
}
 
%

$font
${
top_mem
 name 3
}${
alignr
}${
top
 mem 3
}
 
%

$font
${
top_mem
 name 4
}${
alignr
}${
top
 mem 4
}
 
%

$font
${
top_mem
 name 5
}${
alignr
}${
top
 mem 5
}
 
%

${
font
 Arial:
bold
:
size
=10
}${
color
 Tan2
}
NETWORK
 
${
color
 DarkSlateGray
}${
hr
 2
}

$font
${
color
 DimGray
}
IP
 
on
 
eth0
 
$alignr
 
${
addr
 eth0
}

Down
 
$alignr
 
${
downspeed
 eth0
}
 
kb/s
Up
 
$alignr
 
${
upspeed
 eth0
}
 
kb/s
Downloaded:
 
$alignr
 
${
totaldown
 eth0
}

Uploaded:
 
$alignr
 
${
totalup
 eth0
}

${
font
 Arial:
bold
:
size
=10
}${
color
 Tan2
}
WEATHER
 
${
color
 DarkSlateGray
}${
hr
 2
}

${
font
}${
color
 DimGray
}

${
voffset
 -25
}${
font
 Weather:
size
=45
}${
execi
 1800 conkyForecast -location=BEXX0008 -datatype=WF
}

${
alignc
 22
}${
voffset
 -60
}${
font
 Arial:
bold
:
size
=10
}${
color
 DimGray
}${
execi
 1800 conkyForecast -location=BEXX0008 -datatype=HT
}

$font
${
voffset
 -55
}${
alignr
}${
color
 DimGray
}
Wind:
 
${
execi
 1800 conkyForecast -location=BEXX0008 -datatype=WS
}

${
alignr
}${
color
 DimGray
}
Humidity:
 
${
execi
 1800 conkyForecast -location=BEXX0008 -datatype=HM
}

${
alignr
}${
color
 DimGray
}
Precipitation:
 
${
execi
 1800 conkyForecast -location=BEXX0008 -datatype=PC
}

${
color
 DimGray
}
Sunrise:
 
$alignr
${
execi
 1800 conkyForecast -location=BEXX0008 -datatype=SR
}${
alignr
}

Sunset:
 
$alignr
${
execi
 1800 conkyForecast -location=BEXX0008 -datatype=SS
}
$color

${
font
 Arial:
bold
:
size
=10
}${
color
 Tan2
}
MUSIC
 
${
color
 DarkSlateGray
}${
hr
 2
}

${
color
 DimGray
}
$font
${
if_running
 mpd
}

$mpd_smart

$mpd_album

Bitrate
 
$mpd_bitrate
 
kbits/s

$mpd_status
 
$mpd_elapsed
/
$mpd_length

${
font
 Arial:
bold
:
size
=10
}${
color
 Tan2
}
TIME
 
${
color
 DarkSlateGray
}${
hr
 2
}

${
color
 DarkSlateGray
}
 
${
font
 :
size
=30
}
$alignc
${
time
 %H:%Mh
}

${
voffset
 -30
}${
font
 :
bold
:
size
=10
}
$alignc
${
time
 %d %b. %Y
}

${
font
 :
bold
:
size
=8
}
$alignc
${
time
 %A
}

$endif

```